# Opportunity International
Opportunity International é uma organização que fornece empréstimos para pequenas empresas, poupanças, seguros e treinamento para mais de dois milhões de pessoas trabalhando o seu caminho para sair da pobreza nos países em desenvolvimento. Ela atende a clientes em mais de 20 países e trabalha com parceiros de angariação de fundos no Estados Unidos, Austrália, Canadá, Alemanha e Reino Unido. Em 2012, Vicki Escarra foi eleita CEO da organização nos Estados Unidos.
Um dos desafios do desenvolvimento em Uganda, na África é que pelo menos 40 por cento da população — as mulheres — vivem em condições de pobreza. Enquanto as mulheres representam 53 por cento da força de trabalho, elas só são relatadas vendendo apenas 11 por cento do rendimento, devido à falta de acesso ao mercados e ao crédito. Opportunity International, uma ONG internacional que está presente em muitos países, se esforça para resolver este problema, oferecendo serviços de microcrédito às mulheres de Uganda que necessitam.